# 孟加拉國駐美國大使館

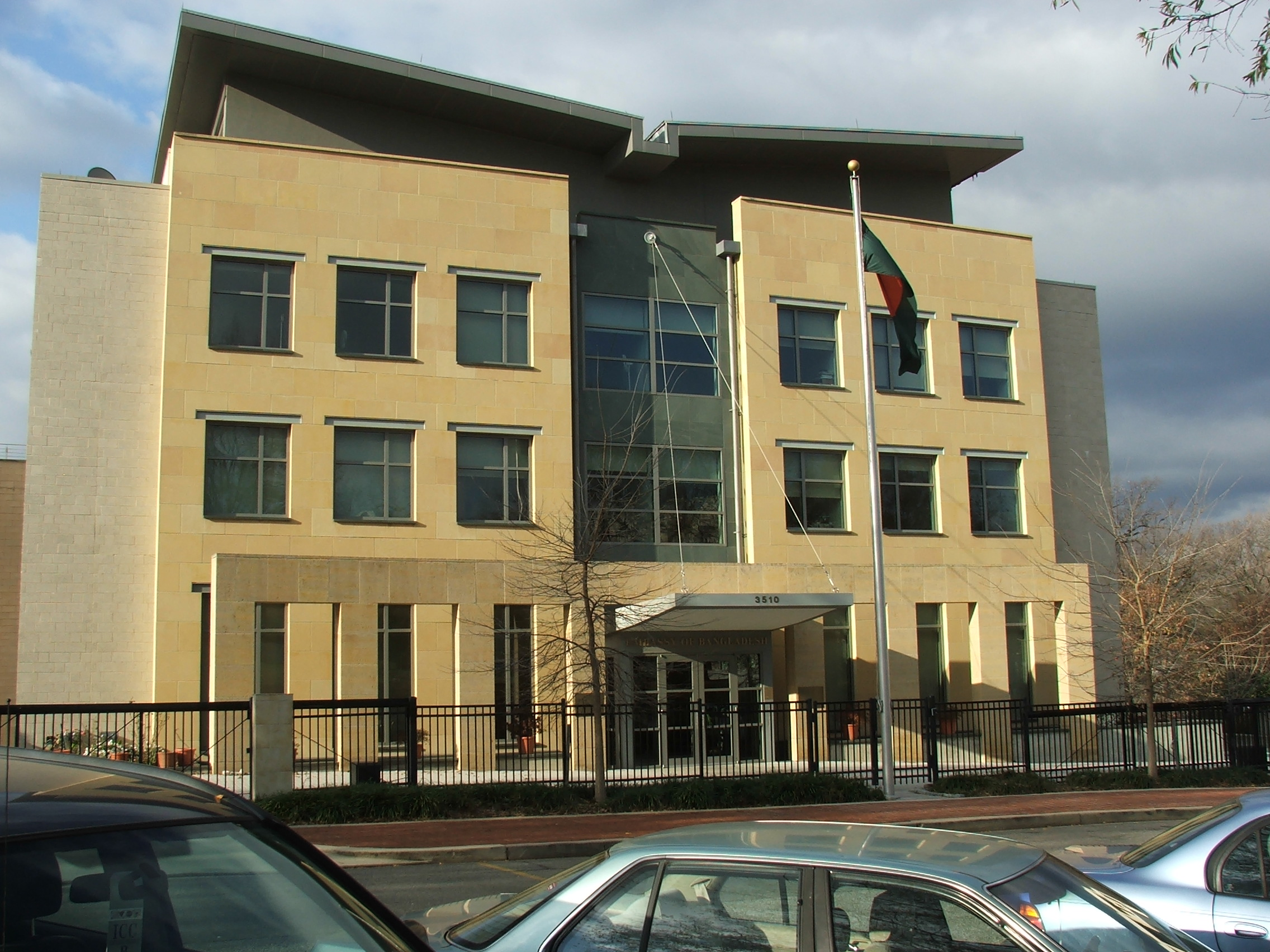
孟加拉国驻美国大使馆

孟加拉國駐美國大使館是孟加拉國駐美國的外交機構。它位於3510 International Drive, Northwest, Washington, D.C.，在克利夫蘭公園附近。大使館還在紐約市和洛杉磯設有總領事館。
大使是M Shahidul Islam。

## 外部連結
- 官方网站
- wikimapia（页面存档备份，存于）